# Danh sách cầu thủ bóng đá Việt Nam sinh ra ở nước ngoài
Danh sách các cầu thủ bóng đá sinh ra ở nước ngoài thi đấu cho Đội tuyển bóng đá quốc gia Việt Nam, bao gồm:
- Cầu thủ nhập tịch: Những cầu thủ không có nguồn gốc Việt Nam, nhận quốc tịch Việt Nam sau 5 năm sinh sống.
- Cầu thủ có nguồn gốc Việt Nam: Những cầu thủ có một người trong số cha, mẹ, ông bà nội, ngoại là người Việt Nam.

## Danh sách

### Cầu thủ có nguồn gốc Việt Nam
| Tên                    | Năm sinh | Nơi sinh            | Sự nghiệp | Số trận | Bàn thắng |
| ---------------------- | -------- | ------------------- | --------- | ------- | --------- |
| Michal Nguyễn          | 1989     | Litvínov, Tiệp Khắc | 2013      | 2       | 0         |
| Đặng Văn Lâm           | 1993     | Moskva, Nga         | 2015–nay  | 44      | 0         |
| Adriano Schmidt        | 1994     | Grimma, Đức         | 2022      | 1       | 0         |
| Nguyễn Filip           | 1992     | Praha, Tiệp Khắc    | 2024–nay  | 12      | 0         |
| Cao Pendant Quang Vinh | 1997     | Sarcelles, Pháp     | 2025–nay  | 1       | 0         |

### Cầu thủ không có nguồn gốc Việt Nam
| Tên                | Năm sinh | Nơi sinh               | Sự nghiệp | Số trận | Bàn thắng |
| ------------------ | -------- | ---------------------- | --------- | ------- | --------- |
| Phan Văn Santos    | 1977     | Rio de Janeiro, Brasil | 2008      | 2       | 0         |
| Đinh Hoàng La      | 1979     | Kyiv, Liên Xô          | 2009      | 1       | 0         |
| Đinh Hoàng Max     | 1986     | Abuja, Nigeria         | 2009      | 1       | 0         |
| Huỳnh Kesley Alves | 1981     | Palmeiras, Brasil      | 2009      | 1       | 0         |
| Nguyễn Xuân Son    | 1997     | Pirapemas, Brasil      | 2024–nay  | 5       | 7         |